# Weitenhagen (bei Greifswald)
Weitenhagen ist eine Gemeinde im Norden des Landkreises Vorpommern-Greifswald. Sie wird vom Amt Landhagen mit Sitz in Neuenkirchen verwaltet.

## Geografie

### Lage
Weitenhagen liegt etwa sechs Kilometer südlich von Greifswald.

### Ortsteile
| - Diedrichshagen - Grubenhagen - Guest - Helmshagen I | - Helmshagen II - Klein-Schönwalde - Potthagen - Weitenhagen | Wüstungen und Wohnplätze im Gemeindebereich - Merthenshaghen (historisch) |

## Geschichte

### Diedrichshagen
Diedrichshagen war bis zum 26. Mai 2019 eine eigenständige Gemeinde.

### Guest
Guest war bis zum 26. Mai 2019 ein Ortsteil der eigenständigen Gemeinde Diedrichshagen.

### Grubenhagen
Ein großer slawischer Burgwall sowie eine nicht genau datierte slawische Siedlung befinden sich unweit von Grubenhagen, die eine frühe Besiedlung der Gegend belegen.
Grubenhagen wurde 1278 erstmals urkundlich mit dem aktuellen Namen genannt. Die frühdeutsche Deutung ist unklar, sie kann als Personennamen „Rodung des Grube“ oder als „Grube = Loch“ gedeutet werden.
Grubenhagen wurde vom Kloster Eldena besiedelt. In der Urkunde von 1278 erhielt der Bürger Johann Raven vom Kloster das Lehen über 12 Hufen im Ort. 1287 bestätigte Herzog Bogislaw IV. dem Kloster den Besitz. 1326 gestattete Herzog Wartislaw IV. als Schadenersatz dem Kloster den Hof Grubenhagen in ein Dorf zu erweitern. 1626 kam das Dorf als Besitz an die Universität Greifswald.
Grubenhagen ist ein kleines Gutsdorf mit dem Gut und der Landarbeiterkatenzeile. An der Straße aus Greifswald befand sich ein Krug, der noch bis in die Gegenwart betrieben wurde, sowie nordwestlich am jetzigen Waldrand ein Forsthaus, das aber um 1900 verschwand bzw. weiter in Richtung Dersekow verlegt wurde, wo es noch heute als Wohngehöft vorhanden ist.
Das einfache Gutshaus ist als Wohnhaus erhalten geblieben, von den Gutsgebäuden sind noch zwei gut erhalten.
Von 1897 bis 1945 wurde Grubenhagen von der Kleinbahn Greifswald–Jarmen (GJK) berührt.

### Helmshagen I und II
Helmshagen wurde erstmals 1274 in einer Urkunde als Helmerichshagen bezeichnet.

### Klein-Schönwalde
Klein Schönwalde wurde 1782 erstmals mit dem Namen genannt. Es war ein Vorwerk (Ackerwerk), das aus zwei Freischulzenhöfen, einem weiteren Schulzenhof und einem sonstigen Hof aus Weitenhagen gebildet wurde.

### Potthagen
1727 wurden nördlich von Potthagen über 150 Urnen aus der vorrömischen Eisenzeit (600 vdZ bis 0) ausgegraben, es wurden nur ganze gezählt. Zu den Beigaben zählen u. a. 2 Schwerter, 2 Lanzenspitzen, 1 Schildbuckel, 3 Fibeln, 1 Bronzegefäß, sowie sonstige Rückstande von Asche, Erde und Knochen. 1869 wurde beim Bau einer Pferdebahn nochmals 5 Urnen geborgen mit Fibeln, Kreuznadeln und Gürtelhaken.
Potthagen wurde erst 1736 als solches oder auch als „Pottkrug“ genannt, letzteres wegen des vorhandenen Kruges (Gaststätte). Es ist wie alle Dörfer der Umgebung ein Hagen- = Rodungsdorf als deutsche Gründung. Der Name soll mit dem Auffinden der Urnen (Pötte – niederdeutsch) von 1727 zusammenhängen.

### Weitenhagen
Aus der Bronzezeit (1800 bis 600 vdZ) sind im Waldgebiet südlich von Weitenhagen Hügelgräber archäologisch nachgewiesen und in der nachfolgenden vorrömischen Eisenzeit (600 vdZ bis 0) ist nördlich von Weitenhagen ein großes Urnengräberfeld mit spektakulären Funden aufgedeckt worden (siehe Potthagen). Das belegt eine frühzeitige Besiedlung, auch wenn wir es hier mit einem frühdeutschen Hagendorf (auf einer Rodungsfläche) zu tun haben.
Weitenhagen wurde erstmals im Jahr 1280 in einer Besitzurkunde des Klosters Eldena unter den Bezeichnungen Woytenhagen und Woythenhagen erwähnt. Es treten dann auch die Bezeichnungen Weithenhaghen (1298), Weythenhaghen (1334) und Weittenhagen (1626) auf; aus dem Jahr 1696 ist erstmals der Name Weitenhagen bezeugt. Der Name geht vermutlich auf den Familiennamen Weithe oder Woite zurück.
Die Zugehörigkeit Weitenhagens zum Grundbesitz des Klosters wurde 1281 von Pommernherzog Bogislaw IV. bestätigt; 1288 erfolgte eine nochmalige Verleihung des Dorfes Weitenhagen an das Kloster durch die Grafen zu Gützkow.
Im Jahr 1626 wurde Weitenhagen nach der Säkularisation des Klosters an die Universität Greifswald übergeben.
Zur Gebiets- und Dorfentwicklung siehe die Karten bei Hess.
Inzwischen ist Weitenhagen durch moderne Bebauung, besonders nach 1990, mit Potthagen verschmolzen.
Merthenshaghen (historisch)
Zur Ortschaft Weitenhagen gehörte ein Ortsteil mit Namen Merthenshaghen, dieser wurde erstmals 1280 urkundlich erwähnt. Der Ortsteil war im Besitz der Stadt Greifswald. Um 1600 fiel der Ort wüst, er wurde der Feldmark der Stadt zugeschlagen. Der Name hat seinen Ursprung nach der verschwundenen St. Martinskapelle und dem umliegend gerodeten Wald (Hagen).

## Bevölkerung
| Jahr | Einwohner |
| ---- | --------- |
| 1990 | 0651      |
| 1995 | 1133      |
| 2000 | 1586      |
| 2005 | 1628      |
| 2010 | 1533      |
| 2015 | 1469      |

| Jahr | Einwohner |
| ---- | --------- |
| 2020 | 2020      |
| 2021 | 2015      |
| 2022 | 2048      |
| 2023 | 2039      |

 Stand: 31. Dezember des jeweiligen Jahres
Die Bevölkerungszunahme 2020 ist auf die Eingemeindung von Diedrichshagen im Jahr 2019 zurückzuführen.

## Politik

### Gemeindevertretung
Die Gemeindevertretung von Weitenhagen besteht aus 12 Mitgliedern. Die Kommunalwahl am 9. Juni 2024 führte bei einer Wahlbeteiligung von 78,5 % zu folgendem Ergebnis:
| Partei / Wählergruppe                     | Stimmenanteil 2019 | Sitze 2019 |  | Stimmenanteil 2024 | Sitze 2024 |
| ----------------------------------------- | ------------------ | ---------- |  | ------------------ | ---------- |
| CDU                                       | 33,4 %             | 4          |  | 31,0 %             | 4          |
| Unabhängige Bürgerliste Weitenhagen (UBW) | 24,8 %             | 3          |  | 25,6 %             | 3          |
| Aktives Dorfleben                         | 28,0 %             | 3          |  | 23,0 %             | 3          |
| SPD                                       | –                  | –          |  | 08,9 %             | 1          |
| Gemeinsam Weitenhagen Weiterdenken (GWW)  | –                  | –          |  | 08,0 %             | 1          |
| Einzelbewerber Jörg Stubbe                | –                  | –          |  | 03,5 %             | –          |
| Die Linke                                 | 10,4 %             | 1          |  | –                  | –          |
| Einzelbewerber Björn Bommarius            | 03,3 %             | 1          |  | –                  | –          |
| Insgesamt                                 | 100 %              | 12         |  | 100 %              | 12         |

### Bürgermeister
- seit 2014: Janina Jeske

Jeske wurde bei der Bürgermeisterwahl am 26. Mai 2019 ohne Gegenkandidat mit 84,5 % der gültigen Stimmen gewählt. Am 9. Juni 2024 wurde sie mit 79,2 % der gültigen Stimmen in ihrem Amt bestätigt. Ihre Amtsdauer beträgt fünf Jahre.

### Wappen, Flagge, Dienstsiegel
Die Gemeinde verfügt über kein amtlich genehmigtes Hoheitszeichen, weder Wappen noch Flagge. Als Dienstsiegel wird das kleine Landessiegel mit dem Wappenbild des Landesteils Vorpommern geführt. Es zeigt einen aufgerichteten Greifen mit aufgeworfenem Schweif und der Umschrift „GEMEINDE WEITENHAGEN * LANDKREIS VORPOMMERN-GREIFSWALD“.

## Sehenswürdigkeiten

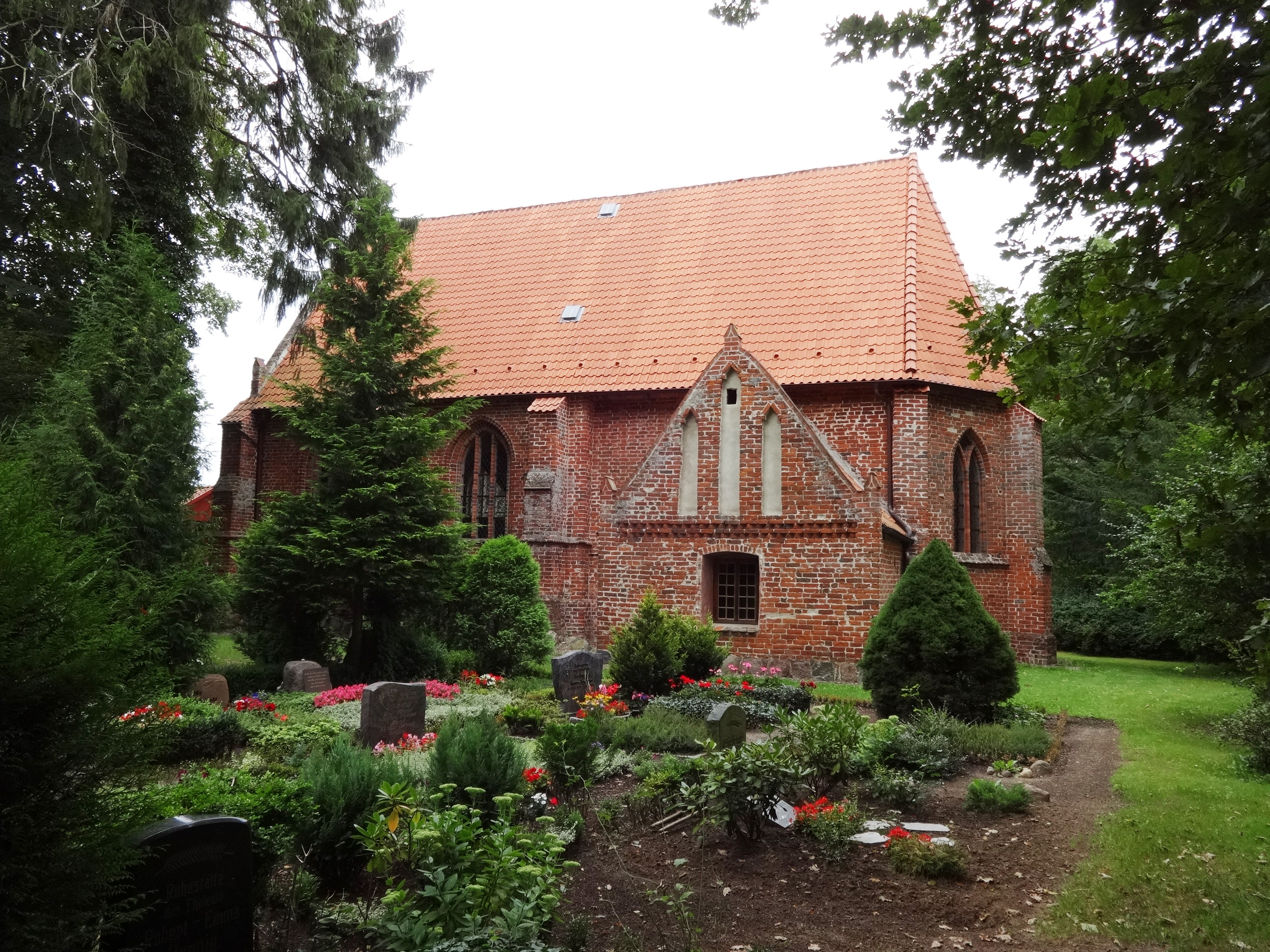
Kirche Weitenhagen

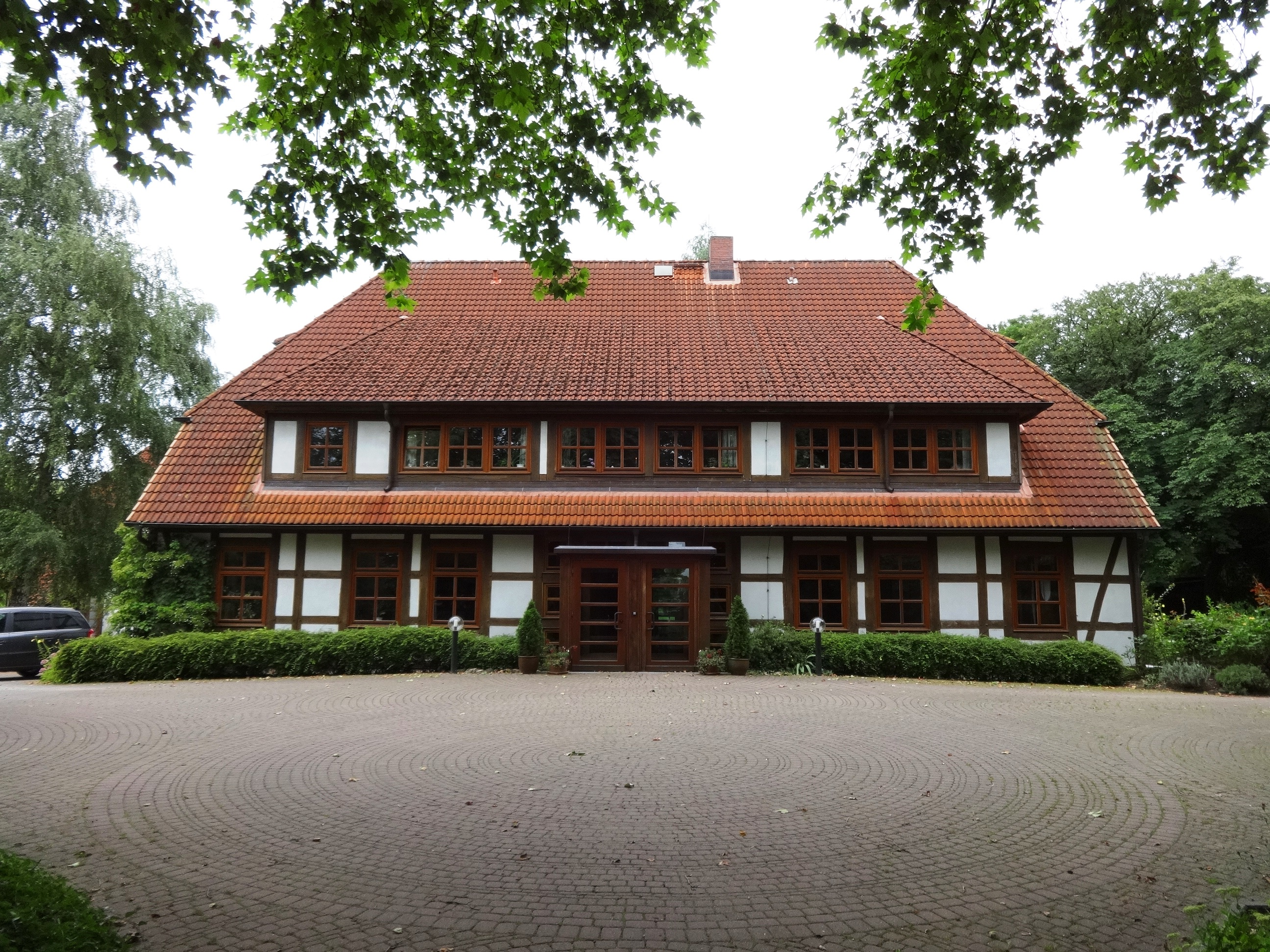
Krummacher-Haus

- Friedrich-Wilhelm-Krummacher-Haus in Weitenhagen
- Kirche Weitenhagen mit romanischen Stilelementen aus dem 13. Jahrhundert
- Sölkensee und Moor Potthagen
- Slawischer Burgwall Grubenhagen
- Gutsanlage Grubenhagen

## Verkehr
Durch die Gemeinde verläuft die Bundesstraße 109 als Umgehungsstraße von Greifswald. Die Landesstraße 35 führt in Richtung Jarmen/Neubrandenburg. Die Bahnstrecke Angermünde–Stralsund ist über die Haltepunkte Greifswald Süd und Groß Kiesow sowie die Bundesautobahn 20 ist über die Anschlussstelle Gützkow in etwa zwölf Kilometern erreichbar.

## Sport
Seit 1948 existiert in der Gemeinde der Verein für Sport und Gemeinschaftspflege. Dieser war von 2005 bis 2009 für vier Spielzeiten in der Fußball-Verbandsliga vertreten, zog sich dann allerdings für eine Spielzeit gänzlich vom Spielbetrieb zurück und trat ab 2010 wieder in der Kreisoberliga Vorpommern an. 2018 schloss sich die Fußballabteilung des VSG Weitenhagen mit Eintracht Behrenhoff und dem Dersekower SV zum FC Landhagen zusammen.

## Persönlichkeiten
- Albert Klöpper (1828–1905), Theologe, Professor in Königsberg, in Weitenhagen geboren